# Bad Witch
Albums de Nine Inch Nails
Add Violence
(2017) Ghosts V: Together
(2021)
Bad Witch est le neuvième album studio du groupe Nine Inch Nails. Il sort le 22 juin 2018 sur les labels The Null Corporation et Capitol Records. Il s'agit du troisième volume d'une trilogie dont les deux premiers opus sont Not the Actual Events en 2016 et Add Violence en 2017.

## Liste des pistes
Toutes les chansons sont écrites et composées par Trent Reznor and Atticus Ross.
| 1.    | Shit Mirror             | 3:06 |
| 2.    | Ahead of Ourselves      | 3:30 |
| 3.    | Play the Goddamned Part | 4:51 |
| 4.    | God Break Down the Door | 4:14 |
| 5.    | I'm Not from This World | 6:41 |
| 6.    | Over and Out            | 7:49 |
| 30:14 |                         |      |